# 涅利多沃區

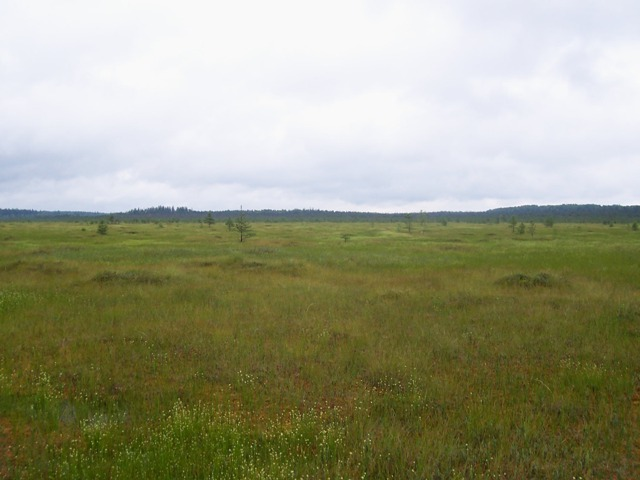

56°13′N 32°47′E / 56.217°N 32.783°E
涅利多沃區（俄语：Нелидовский район），是俄羅斯的一個區，位於該國西部，由特維爾州負責管轄，面積2,632平方公里，2010年該區人口30,731，人口密度每平方公里11.68人。